# Catoria parva
Catoria parva är en fjärilsart som beskrevs av Butler 1887. Catoria parva ingår i släktet Catoria och familjen mätare. Inga underarter finns listade i Catalogue of Life.